# Nytebodaskogen
Nytebodaskogen är ett naturreservat i Osby kommun i Skåne län.
Området är naturskyddat sedan 1981 och är 56 hektar stort. Reservatet ligger norr om sjön Immeln och består av naturskogsliknande barrskog. Det drabbades svårt av stormen Gudrun, med mycket stormfälld skog som följd.